# Early Visions
Early Visions è un doppio album raccolta di Gene Ammons, pubblicato dalla Cadet Records nel 1975.

## Tracce
Lato A
1. Swingin' for Xmas – 2:05 (Tom Archia) – Registrato il 12 ottobre 1948 a Chicago (Illinois)
2. The Talk of the Town – 2:44 (Jerry Livingston, Marty Symes, Al Neiburg) – Registrato il 12 ottobre 1948 a Chicago (Illinois)
3. The Battle – 2:53 (Tom Archia) – Registrato il 12 ottobre 1948 a Chicago (Illinois)
4. Jam for Boppers – 5:03 (Gene Ammons) – Registrato il 12 ottobre 1948 a Chicago (Illinois)
5. Do You Really Mean It? – 2:50 (Christine Chatman) – Registrato il 28 febbraio 1949 a Chicago (Illinois)
6. Bless You – 2:57 (Don R. Baker, Eddie Lane) – Registrato il 28 febbraio 1949 a Chicago (Illinois)

Lato B
1. Stuffy – 2:55 (Coleman Hawkins) – Registrato il 28 febbraio 1949 a Chicago (Illinois)
2. Once in a While – 3:05 (Michael Edwards, Bud Green) – Registrato il 28 febbraio 1949 a Chicago (Illinois)
3. Pennies from Heaven – 2:30 (Johnny Burke, Arthur Johnston) – Registrato l'8 gennaio 1950 a Chicago (Illinois)
4. Cha Bootie – 2:47 (James Mundy) – Registrato l'8 gennaio 1950 a Chicago (Illinois)
5. More Moon – 2:40 (Shorty Rogers) – Registrato l'8 gennaio 1950 a Chicago (Illinois)
6. The Last Mile – 2:44 (Gene Ammons) – Registrato l'8 gennaio 1950 a Chicago (Illinois)

Lato C
1. Goodbye – 2:40 (Gordon Jenkins) – Registrato il 2 maggio 1950 a Chicago (Illinois)
2. Tenor Eleven – 3:05 (Gene Ammons) – Registrato il 2 maggio 1950 a Chicago (Illinois)
3. It's You or No One – 3:05 (Jule Styne, Sammy Cahn) – Registrato il 2 maggio 1950 a Chicago (Illinois)
4. My Foolish Heart – 2:42 (Victor Young, Ned Washington) – Registrato il 2 maggio 1950 a Chicago (Illinois)
5. Jug Head Ramble – 3:06 (Allen James) – Registrato nell'agosto del 1950 a Chicago (Illinois)
6. You Go to My Head – 2:45 (J. Fred Coots, Haven Gillespie) – Registrato il 2 maggio 1950 a Chicago (Illinois)

Lato D
1. Baby Won't You Please Say Yes – 2:44 (John Burton) – Registrato il 3 maggio 1951 a Chicago (Illinois)
2. Don't Do Me Wrong – 2:47 (James Mundy) – Registrato nell'agosto del 1950 a Chicago (Illinois)
3. Prelude to a Kiss – 2:55 (Duke Ellington, Irving Gordon, Irving Mills) – Registrato nell'agosto del 1950 a Chicago (Illinois)
4. Can Anyone Explain – 2:48 (Bennie Benjamin, George David Weiss) – Registrato nell'agosto del 1950 a Chicago (Illinois)
5. You're Not the Kind – 2:40 (Will Hudson, Irving Mills) – Registrato il 3 maggio 1951 a Chicago (Illinois)
6. Happiness Is a Thing Called Joe – 2:38 (Harold Arlen, E.Y. Yip Harburg) – Registrato il 3 maggio 1951 a Chicago (Illinois)

## Musicisti
Brani A1, A2, A3 e A4
- Gene Ammons - sassofono tenore
- Tom Archia - sassofono tenore (tranne brano: A2)
- Christine Chatman - pianoforte
- Leroy Jackson - contrabbasso
- Wes Landers - batteria[2]

Brani A5, A6, B1 e B2
- Gene Ammons - sassofono tenore
- Christine Chatman - pianoforte
- Christine Chatman - voce (brano: A5)
- Leo Blevins - chitarra
- Lowell Pointer - contrabbasso
- Ike Day - batteria[3]

Brani B3, B4, B5 e B6
- Gene Ammons - sassofono tenore
- Jesse Miller - tromba
- Matthew Gee - trombone
- Junior Mance - pianoforte
- Leroy Jackson - contrabbasso
- Wes Landers - batteria[4]

Brani C1, C2, C3, C4 e C6
- Gene Ammons - sassofono tenore
- Bill Massey - tromba
- Matthew Gee - trombone
- Charles Bateman - pianoforte
- Gene Wright - contrabbasso
- Wes Landers - batteria[5]

Brani C5, D2, D3 e D4
- Gene Ammons - sassofono tenore
- Sonny Stitt - sassofono baritono
- Bill Massey - tromba
- Matthew Gee - trombone
- Charles Bateman - pianoforte
- Gene Wright - contrabbasso
- Wes Landers - batteria[6]

Brano D1, D5 e D6
- Gene Ammons - sassofono tenore
- Junior Mance - pianoforte
- Gene Wright - contrabbasso
- Teddy Stewart - batteria[7]